# Yanagisawa Yoshiyasu

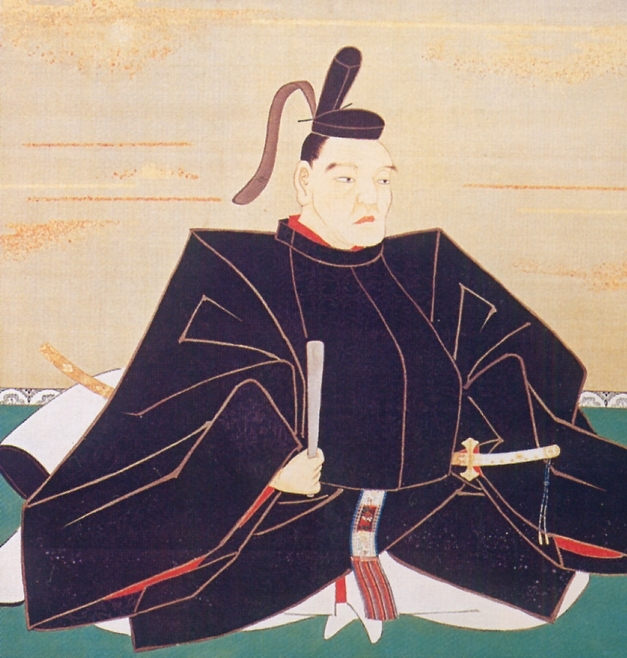
Yanagisawa Yoshiyasu

Yanagisawa Yoshiyasu (japanisch 柳沢 吉保; geboren 10. Januar 1659 in der Provinz Kōzuke; gestorben 8. Dezember 1714 in der Provinz Musashi) war ein japanischer Staatsmann.

## Leben und Wirken
Yanagisawa Yoshiyasu wurde als Sohn eines kleineren Gefolgsmannes des zukünftigen Shōgun Tokugawa Tsunayoshi geboren, als dieser noch Daimyō der Tatebayashi-Domäne war. Yoshiyasu begann seine Karriere als Page unter Tsunayoshi. 1688 wurde er von inzwischen zum Shogun aufgestiegenen Tsunayoshi zum Großen Kammerherrn (側用人, Sobayōnin) ernannt. Das war eine Position, die Tsunayoshi extra für seinen loyalen Mitarbeiter geschaffen hatte. Als Tsunayoshis enger Vertrauter konnte Yanagisawa dann ständig seine Macht und seinen Einfluss ausbauen.
Tsunayoshi ernannte Yanagisawa zum Daimyō und gab ihm die Kawagoe-Domäne und einen offiziellen Status, der dem eines Mitglieds des Ältestenrats (老中, Rōjū) entsprach. 1695 erhielt er in Komagome am Nordrand von Edo, an der Straße nach Nikkō, ein Gelände, auf dem er eine Nebenresidenz und bis 1702 einen Wandelgarten, den Rikugi-en anlegte. 1701 wurde Yanagisawa erlaubt, den Namen „Matsudaira“ zu führen, also den ursprünglichen Familiennamen der Tokugawa. Er durfte bei der Gelegenheit seinen eigentlichen Vornamen „Yasuakira“ in „Yoshiyasu“ ändern, wobei das „Yoshi“ aus „Tsunayoshi“ entlehnt wurde. 1704 erhielt er die Domäne Kōfu, die bis dahin ausschließlich von Mitgliedern der Tokugawa-Familie gehalten wurde. Es war eine große Domäne mit einem Einkommen von 150.000 Koku. Seine Nachfahren residierten dort bis zur Meiji-Restauration 1868.
Nach dem Tode Tsunayoshis 1709 gab Yanagisawa alle offiziellen Ämter auf, nannte sich Hoyama Motoyō (保山 元養) und zog sich zurück in seine Residenz im Rikugi-en, wo er auch starb.
Yanagisawa wird oft als korrupter und opportunistischer Günstling des Shoguns dargestellt, der den Shogun in seiner Extravaganz und Exzentrizität bestärkte. Neuere Untersuchungen haben aber ergeben, dass er Tsunayoshi in dessen Bestreben, Konfuzianismus und Buddhismus zu fördern, gewissenhaft unterstützte. Er nahm die konfuzianistischen Gelehrten Ogyū Sorai und Hosoi Kōtaku in seine Dienste, die ihn dabei unterstützen sollten, die militärisch dominierte Regierung in eine mehr zivilorientierte zu wandeln.